# Juan Neira (jinete)
Juan Neira es un jinete colombiano que compitió en la modalidad de concurso completo. Ganó una medalla de bronce en los Juegos Panamericanos de 1971, en la prueba individual.

## Palmarés internacional
| Juegos Panamericanos | Juegos Panamericanos | Juegos Panamericanos | Juegos Panamericanos |
| Año                  | Lugar                | Medalla              | Categoría            |
| -------------------- | -------------------- | -------------------- | -------------------- |
| 1971                 | Cali (Colombia)      | Medalla de bronce    | Individual           |